# 21254 Jonan
21254 Jonan è un asteroide della fascia principale. Scoperto nel 1996, presenta un'orbita caratterizzata da un semiasse maggiore pari a 2,6722669 UA e da un'eccentricità di 0,0579867, inclinata di 21,44268° rispetto all'eclittica. Ha un diametro di 5,979 km.